# RAEC Mons

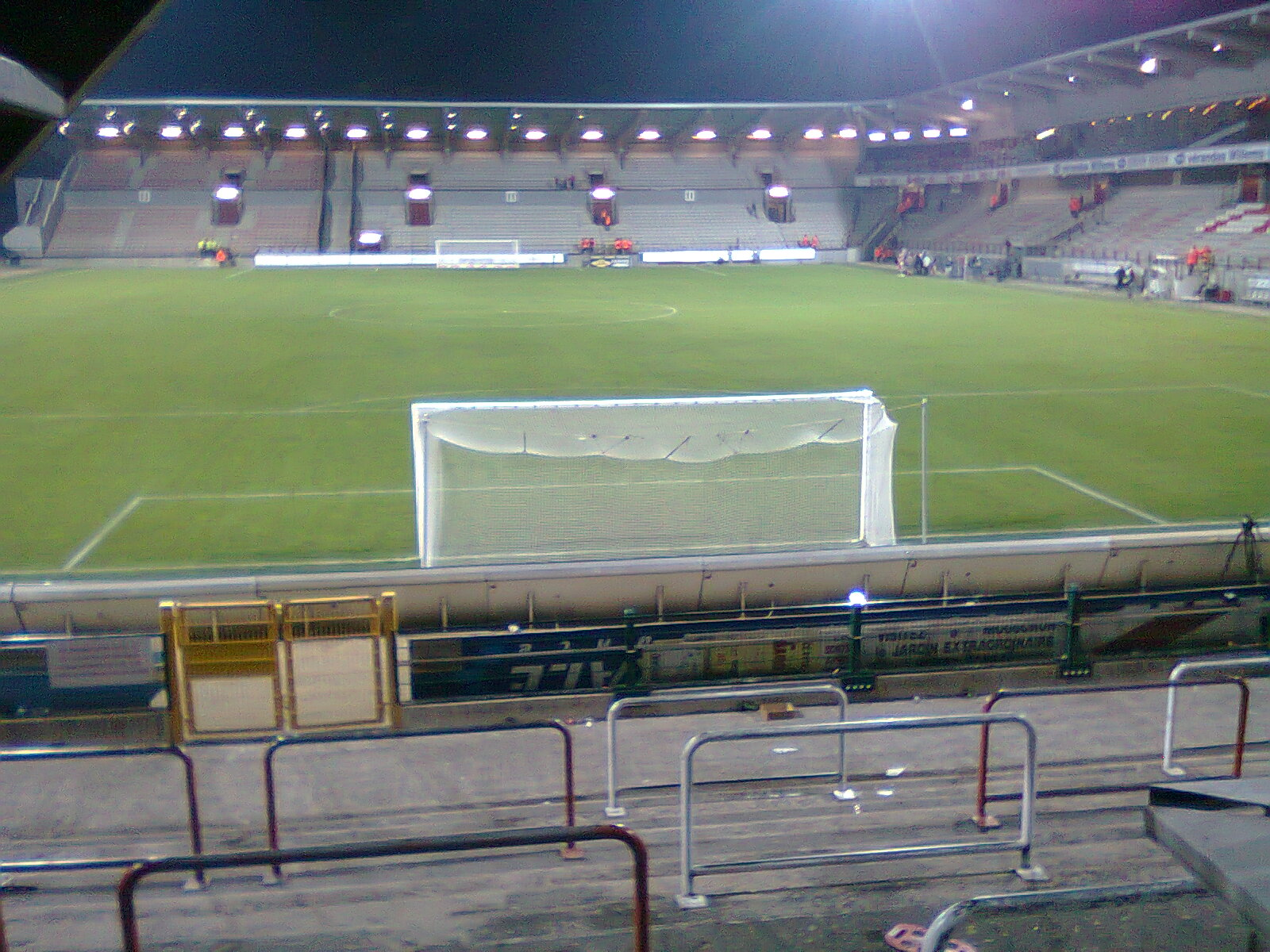
Stade Charles Tondreau v roce 2011.

RAEC Mons (celým názvem Royal Albert-Elizabeth Club de Mons) je belgický fotbalový klub z města Mons. Oficiálně byl založen roku 1909 jako AEC Mons. Domácím hřištěm je Stade Charles Tondreau s kapacitou 12 660 míst. Klubové barvy jsou červená a bílá.

## Známí hráči
- Frédéric Herpoel
- Cédric Roussel
- Wamberto de Jesus Sousa Campos